# Radice di loto

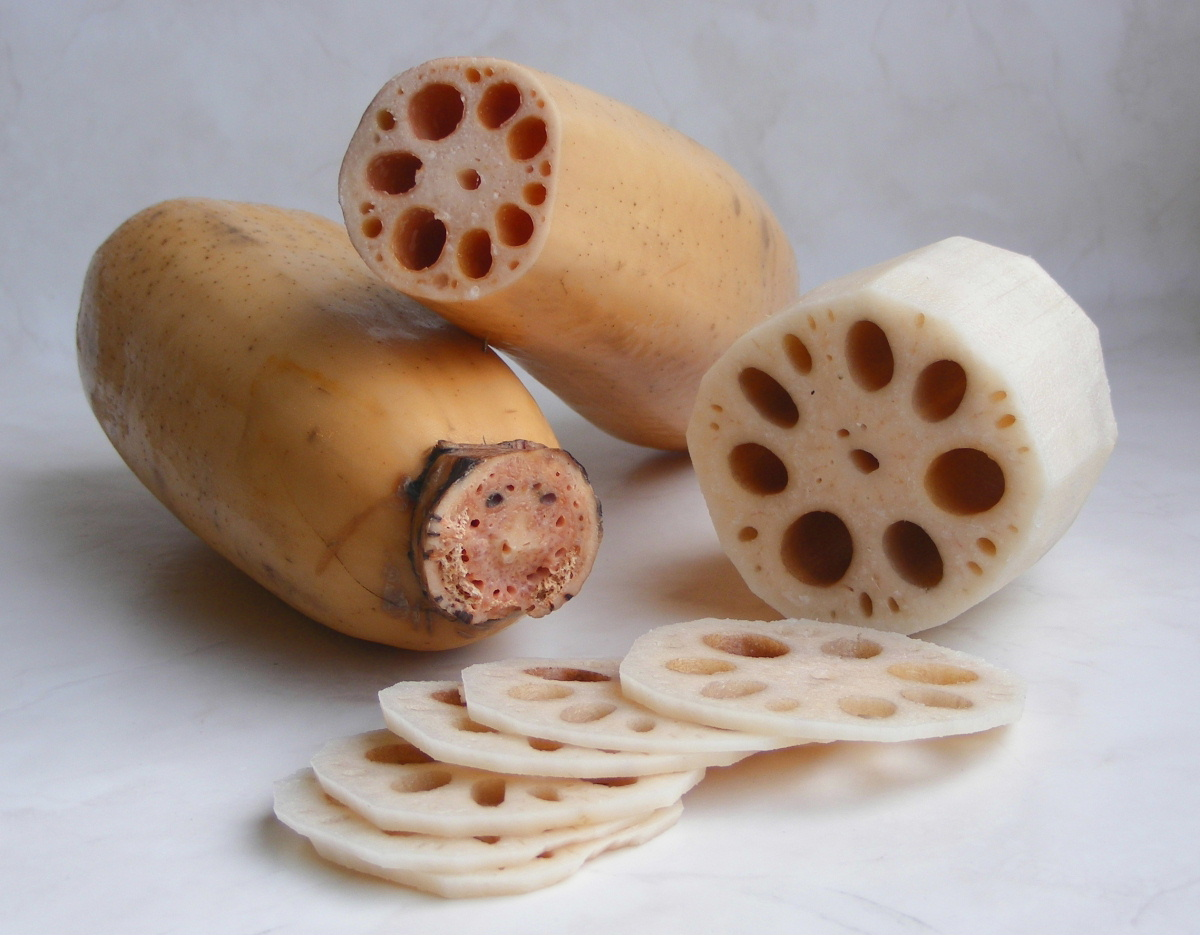
Radice di loto intera e sbucciata

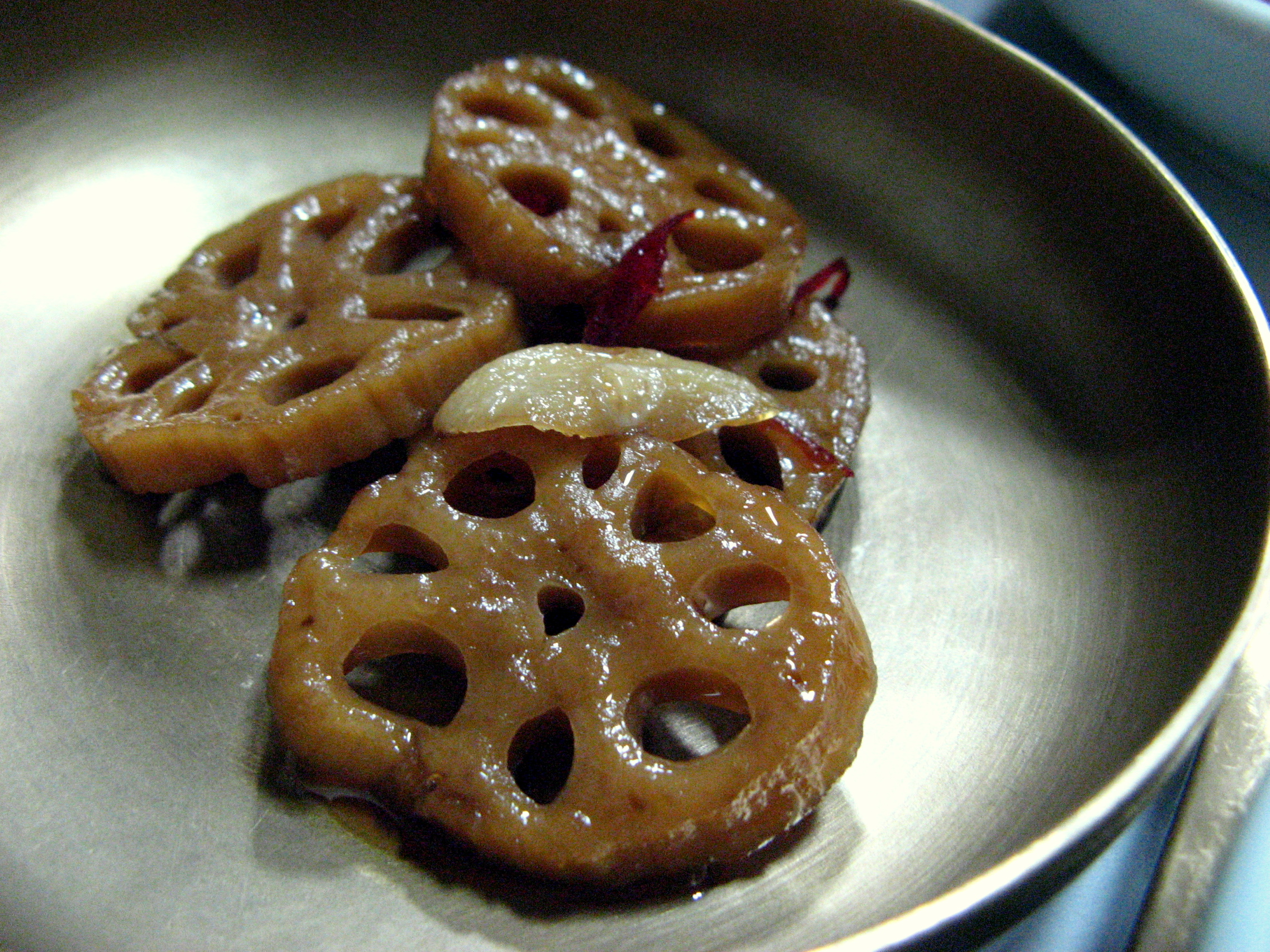
Radice di loto cucinata, yeongeun jorim

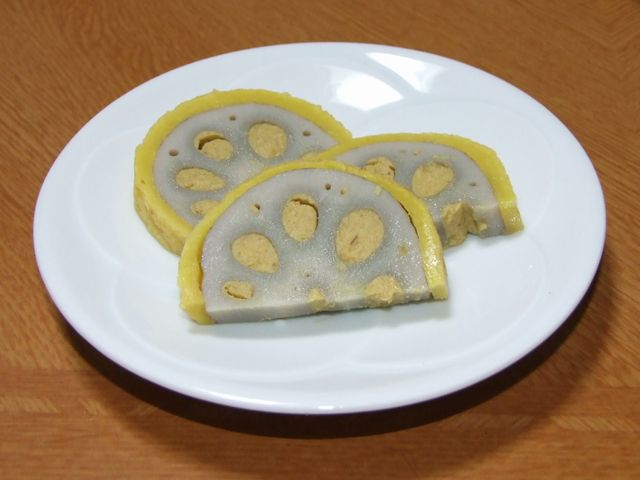
Karasirenkon

La radice di loto (cinese: 藕, Ǒu - giapponese: 蓮根, レンコン, renkon) è un rizoma commestibile usato in molte cucine asiatiche, solitamente come contorno.
Si ottiene dal fior di loto asiatico.